# Shepherdstown
Shepherdstown è un comune degli Stati Uniti d'America, situato nello Stato della Virginia Occidentale, nella contea di Jefferson.
La città è stata oggetto del programma televisivo pseudoscientifico "La città fantasma" che indaga su fenomeni paranormali che si dice siano lì particolarmente frequenti.